# Zagato Perana Z-One
La Zagato Perana Z-One è un prototipo di autovettura coupé presentata nel 2009 al salone dell'automobile di Ginevra dalla carrozzeria Zagato in occasione del novantesimo anniversario della sua fondazione.

## Il contesto

### Perana Z-One
Le cartelle stampa diffuse dall'azienda milanese e dall'azienda sudafricana Perana Performance Group vennero riprese dai blog automobilistici, nonché dalle varie riviste del settore e dichiaravano l'intenzione di produrre un migliaio di esemplari annui della Perana Z-One, una Gran Turismo con un prezzo di vendita inferiore ai 50000 €.
La vettura presentava alcuni degli inconfondibili stilemi tipici di Zagato, come le prese d'aria dal disegno assai affilato e disposte ai lati del paraurti anteriore così come anche lungo le fiancate e sul cofano motore, oppure come la doppia gobba sul padiglione. I fari anteriori presentavano un disegno sottile ed affilato, il vano motore era assai allungato, l'abitacolo era arretrato a ridosso del retrotreno e quindi una coda molto corta e raccolta. Il disegno dei fari e degli alloggiamenti dei terminali di scarico erano caratterizzati da un disegno "a spicchio", al cui taglio contribuiva anche il contorno della coda stessa, delimitato da un bordo ovale con una schiacciatura nella parte inferiore.
Per quanto riguarda la meccanica, il motore presentato era ripreso dalla Corvette C6 di base del 2008: si trattava del V8 da 6.2 litri LS3 "small-block" in grado di erogare fino a 440 CV a 5900 giri/min ed una coppia massima di 583 Nm a 4600 giri/min. Anche il cambio era stato ripreso dalla vettura americana. Il telaio era di tipo tubolare, con uso di materiali leggeri per contenere il peso ma allo stesso tempo per garantire un'elevata rigidezza torsionale, con una ripartizione delle masse nello schema 50/50. Le sospensioni erano a quadrilateri deformabili. Le prestazioni dichiarate erano per una velocità massima di 300 km/h, scattando da 0 a 100 km/h in meno di 4 secondi.
Secondo le notizie, anche successive, la produzione avrebbe dovuto partire nei mesi immediatamente successivi, poi spostata alla fine del 2010 e con un prezzo previsto aumentato di più del 50%, ma in seguito del progetto di produzione Perana si è perso traccia.

### AC 378 GT

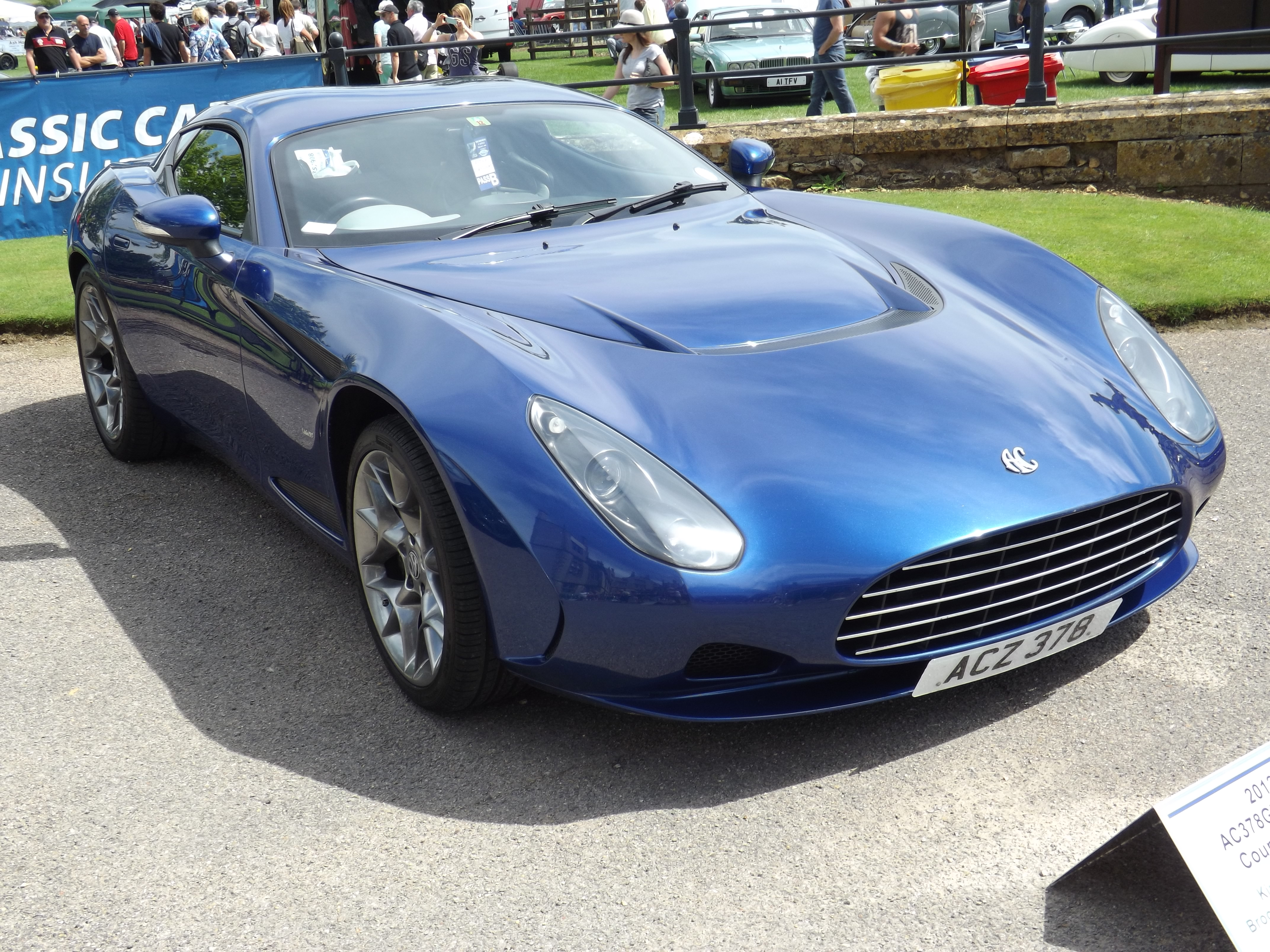
Un'AC 378 GT

All'inizio del 2012 il prototipo è stato ripresentato al pubblico al salone di Ginevra, questa volta utilizzando un marchio storico britannico, la AC Cars, con il nome di AC 378 GT. Le notizie diffuse parlavano di commercializzazione immediata in Germania e Gran Bretagna con un prezzo ulteriormente lievitato a 110000 € e con i dati tecnici invariati rispetto al modello a marchio Perana.
La presentazione è avvenuta anche al Goodwood Festival of Speed nell'ambito della promozione dell'attività di una nuova società cipriota che aveva l'intenzione di ripresentare lo storico marchio AC Cars di cui deteneva i diritti; la produzione dell'auto era sempre prevista in Sudafrica come già in precedenza.
Come nel caso precedente, dopo le prime dichiarazioni ufficiali, non si sono avuti riscontri di una reale produzione in serie.